# Hartha
Hartha là một đô thị thuộc huyện Mittweida, bang tự do Sachsen, Đức, 11 km về phía tây của Döbeln, và 12 km về phía bắc Mittweida.
gần thị xã Chemnitz. Dân số cuối năm 2006 là 8257 người.